# 千葉市立真砂中学校
千葉市立真砂中学校（ちばしりつ まさごちゅうがっこう）は、千葉市美浜区真砂五丁目にある公立中学校。
通称は「まさちゅう」など。

## 概要
同校は2011年に千葉市立真砂第一中学校と千葉市立真砂第二中学校が統合されて開校した。土地や校舎は千葉市立真砂第一中学校の物を使用。

### かがやき分校
かがやきぶんこうは、千葉市美浜区真砂五丁目にある公立夜間中学校。
2023年4月18日に開校した千葉市内で初となる公立の夜間中学。
学校名については公募を行い参考にし、市教育委員会会議で協議・決定の後、市議会令和4年第2回定例会の議決を経て正式に決定した。

## 沿革
- 2011年 - 千葉市立真砂第一中学校と千葉市立真砂第二中学校が統合し、開校。
- 2023年4月18日 - 千葉市立真砂中学校かがやき分校が開校[3]。

## 校訓 ・教育目標
詳細：

### 校訓
- 友愛 自律 創造

### 学校教育目標
- 自ら学び、心豊かに、たくましく生きる生徒の育成

## 著名な出身者
- 皆川夏穂（新体操）
- 和田優希

## アクセス
（この節の出典：）
- 新検見川駅より京成バス千葉セントラル利用
  - 真砂五丁目経由に乗車した場合、「真砂5丁目19街区」下車 徒歩約1分　　　　　　　　
  - 磯辺線に乗車した場合、「真砂中央公園」下車 徒歩約5分
- 検見川浜駅より徒歩約10分

### かがやき分校
（この節の出典：）
- 京成バス千葉セントラル 真砂五丁目経由で、「真砂5丁目18街区」下車 徒歩約1分
- 新検見川駅より徒歩約25分
- 検見川浜駅より徒歩約11分